# 농림수산식품기술기획평가원
농림식품기술기획평가원(農林食品技術企劃評價院, Korea Institute of Planning and Evaluation for Technology in Food, Agriculture, and Forestry, IPET)은 농림수산식품과학기술 육성을 위한 연구개발사업의 기획·관리 및 평가를 효율적으로 지원하기 위하여 설립된 농림축산식품부 산하 기타공공기관이다. 본원은 전라남도 나주시 교육길 45 (빛가람동)에 위치하고 있다.

## 설립근거
- 농림식품과학기술 육성법[1]

## 주요기능 및 역할
- 농림수산식품과학기술 육성 종합계획과 시행계획의 수립 지원
- 농림수산식품과학기술 연구개발사업의 기획·관리 및 평가 등 지원
- 농림수산식품분야 기술역량 진단 및 인력 육성 지원 등

## 연혁
- 2009년 4월: 농림수산식품과학기술육성법 제정·공포
- 2009년 9월: 제1대 정승 원장 취임 및 이사회 구성
- 2009년 9월: 농림수산식품기술기획평가원(iPET)설립등기
- 2009년 10월: 농림수산식품기술기획평가원 개원
- 2010년 1월: 「공공기관의 운영에 관한 법률」에 의거 '기타공공기관'으로 지정
- 2010년 4월: '녹색인증평가기관' 지정 (저탄소 녹색성장 기본법)
- 2010년 10월: 제2대 원장(유병린) 취임
- 2011년 1월: '준정부기관'으로 지정 (공공기관의 운영에 관한 법률)
- 2013년 12월: 제3대 원장(이상길) 취임
- 2016년 12월: 제4대 원장(오경태) 취임
- 2019년 1월 : 농림식품기술기획평가원  나주청사 입주
- 2020년 1월 : 제5대 원장(오병석) 취임
- 2022년 3월 : 제6대 원장(노수현) 취임

## 조직

### 이사회

#### 농림식품기술기획평가원장
- 감사
  - 윤리감사실

##### 총괄기획본부
- 기획조정실
- 사업기획실

##### 사업관리본부
- 융복합사업실
- 농생명사업실
- 사업기반실

##### 혁신성장본부
- 미래혁신실
- 기술상용화실

##### 경영지원본부
- 인재경영실
- 운영지원실